# AsteriskNOW
AsteriskNOW! es una distribución de GNU/Linux basada en CentOS que permite transformar una PC en una central telefónica PBX basada en Asterisk. 
Este paquete de software incluye además de la propia distribución de GNU/Linux, una interfaz de usuario y otros componentes necesarios para correr, depurar y construir una central telefónica utilizando Asterisk.
Su sencilla instalación permite tener corriendo una central telefónica en cuestión de minutos. Incluye características como la creación de extensiones, menús de voz interactivos (IVR), distribución automática de llamadas, llamadas en conferencia, correo de voz, entre otras.
Soporta un gran número de codecs como G.711, G.722 entre otros. Es posible trabajar con un gran número de protocolos también como SIP y IAX2.
AsteriskNOW! fue diseñado para aquellas personas sin conocimientos extensos de Linux que desean crear soluciones a medida utilizando Asterisk.

## Componentes principales
Los componentes principales de AsteriskNOW son:
- Linux Centos: Distribución Linux basada en Red Hat Enterprise Linux que actúa como sistema operativo base para la instalación de Asterisk.

- Asterisk: La aplicación que proporciona las funcionalidades de central telefónica.

- DAHDi driver framework

- GUI para la administración: Interfaz gráfica amigable Web que permite la administración de la central telefónica de forma sencilla para el usuario.

- Base de datos MySQL
- Servidor web Apache

- Una variedad de herramientas de desarrollo y otros componentes

## ¿Quién utiliza AsteriskNOW?
AsteriskNOW está diseñado para desarrolladores de aplicación, integradores de sistemas, estudiantes, hackers y todo aquel que desee crear soluciones a medida con Asterisk.

## Aplicaciones que se pueden crear con AsteriskNOW
- Gateway VoIP
- Gateway Skype
- PBX IP
- Call center ACD
- Bridge de conferencia
- Servidor IVR
- Sistema de correo de voz
- Grabador de llamadas
- Servidor de fax
- Servidor de discurso

## Características y funcionalidades de AsteriskNOW
1. Instalación sencilla y rápida.
2. No requiere conocimientos avanzados de Linux, por lo que puede ser utilizado por usuarios de Mac o Windows.
3. Interfaz de configuración web que facilita las tareas de gestión. 
4. Aplicaciones orientadas a datos con soporte integrado para ODBC y HTTPS.
5. Asistente de configuración de conexiones VoIP que facilita las conexiones.
6. Instalación de aplicaciones pre construidas y empaquetadas utilizando el Gestor de aplicaciones.
7. Detección y configuración automática de dispositivos de hardware digitales y analógicos Digium.
8. Gestor de sonidos que facilita la creación, instalación y gestión de pedidos y grabaciones del sistema.
9. Editor de diaplan y AEL script con resaltador de sintaxis y validación que contribuye a simplificar el desarrollo.
10. Visor de bitácora y Registro de detalle de llamadas (CDR), que permite conocer de inmediato la actividad del sistema.
11. Textos de ayuda integrados para aplicaciones, funciones, comandos CLI, AGI y AMI.
12. Consola de monitoreo y depuración en tiempo real que permite simplificar el proceso de desarrollo.
13. Tutoriales de desarrollo de aplicaciones paso a paso que permiten aprender lo fundamental de manera ágil. 
14. Soporte para clustering y alta disponibilidad, que facilita la escalabilidad de las aplicaciones.
15. Actualizaciones automáticas que mantienen el sistema al día y seguro.

## Códecs que soporta
- G.711 (A-Law & μ-Law)
- G.722
- G.723.1
- G.726
- G.729
- GSM
- iLBC
- Speex

## Protocolos con los que trabaja
- SIP (Session Initiation Protocol)
- IAX™ (Inter-Asterisk Exchange)
- IAX2™ (Inter-Asterisk Exchange V2)
- MGCP (Media Gateway Control Protocol
- H.323
- SCCP (Cisco® Skinny®)

## Versiones actuales
- AsteriskNOW 1.7.1 32-bit ISO Image: http://www.asterisk.org/downloads/asterisknow/i386/asterisknow32.iso Archivado el 17 de octubre de 2011 en Wayback Machine.
- AsteriskNOW 1.7.1 64-bit ISO Image: http://www.asterisk.org/downloads/asterisknow/x86_64/asterisknow64.iso (enlace roto disponible en Internet Archive; véase el historial, la primera versión y la última).